# Vịnh Lai Châu
Vịnh Lai Châu (tiếng Trung: 莱州湾) là một vịnh nhỏ, một trong ba vịnh hợp thành biển Bột Hải (theo quan điểm của Cộng hòa Nhân dân Trung Hoa). Nó chủ yếu là phần mở rộng và nông của vịnh Triều Tiên (Bắc Hoàng Hải) phía sau bán đảo Liêu Đông ở phía bắc và bán đảo Sơn Đông ở phía nam. Cả hai bán đảo này đều có hình dáng giống một tam giác với một đỉnh nhìn ra eo biển Bột Hải (Bột Hải hải hạp), vùng bờ biển của nó được tính từ Đông Dinh ở cửa sông Hoàng Hà tới Long Khẩu, với chiều dài khoảng 319 km và diện tích bề mặt ước khoảng 9.530 km².

## Hải cảng
Các hải cảng quan trọng nằm trên bờ biển của vịnh này có Lai Châu, Tân Châu, Duy Phường, Đông Dinh và Long Khẩu.
Các ngành nghề chính trong khu vực này có ngư nghiệp và diêm nghiệp (làm muối). Tài nguyên thiên nhiên có khí đốt và dầu mỏ.